# Sievershütten

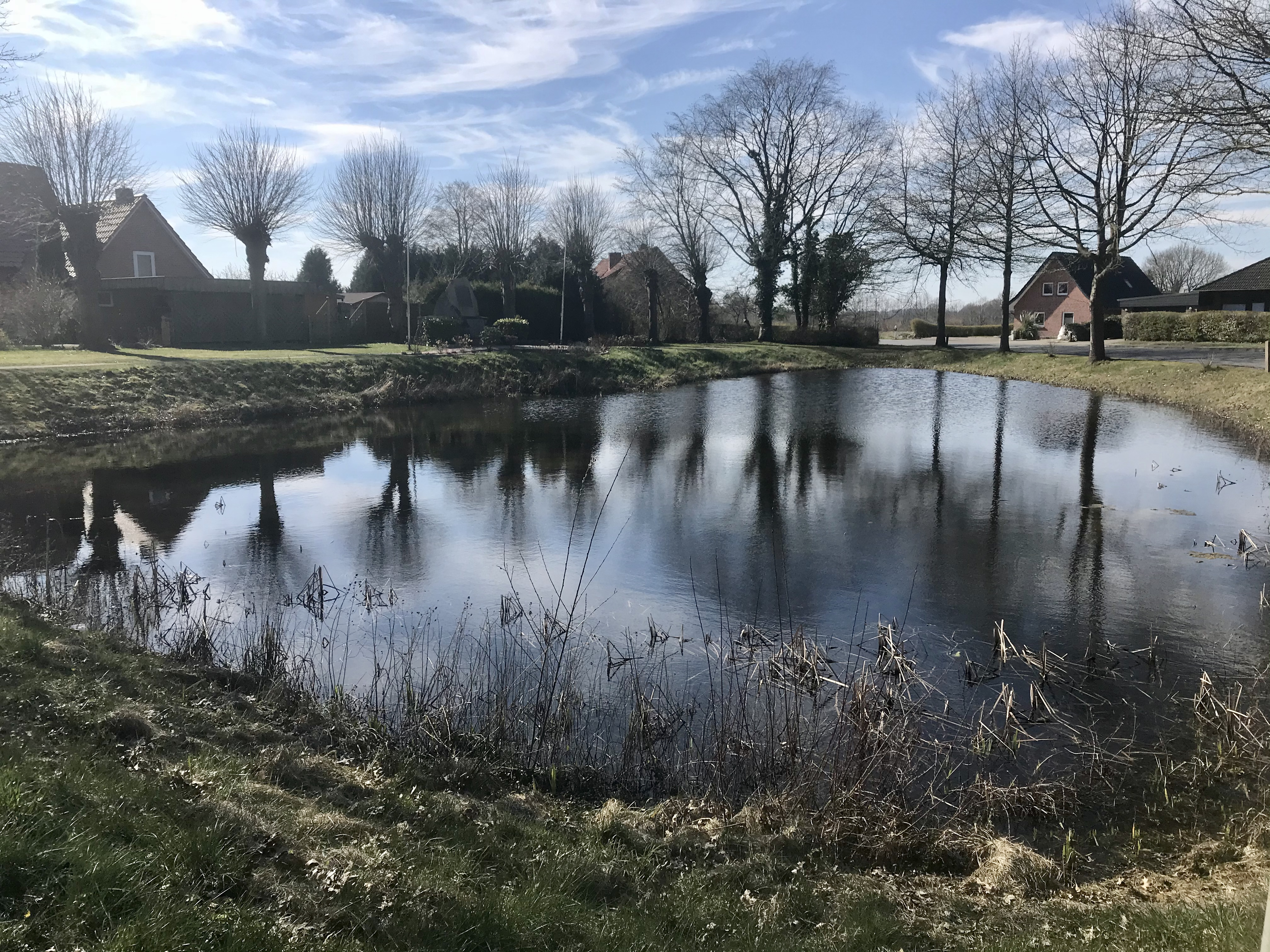
Dorfteich am westlichen Ortseingang von Sievershütten

Sievershütten ist eine Gemeinde im Kreis Segeberg in Schleswig-Holstein.

## Geografie und Verkehr
Sievershütten mit seinen Ortsteilen Heide, Karlsburg, Hasenhörn, Dänischmüssen, Im Busch liegt etwa 20 km nördlich von Norderstedt in ländlicher Umgebung. Westlich verläuft die Bundesautobahn 7 von Hamburg nach Schleswig, nördlich die Bundesstraße 206 von Itzehoe nach Bad Segeberg und östlich die Bundesstraße 432 von Norderstedt nach Bad Segeberg.

## Geschichte
Sievershütten entstand aus einer ehemaligen Glashütte, die erstmals 1483 auf einer Abgabenliste des Amtes Trittau unter der Bezeichnung to der Hutten erwähnt wurde. Um 1700 hieß der Ort bereits Sievertshütten, nach dem Glashüttenbesitzer und Bauernvogt Sievert Steenbuck. Die Glasindustrie erlosch im 18. Jahrhundert.

## Politik

### Bauernvögte
- 1597?–1624: Sievert Steenbuck, Glashüttenbesitzer und Namensgeber des Ortes
- 1625–1661?: Claus Steenbuck
- 1685–1695: Hans Jochim Jürgens (Holzvogt)
- 1717–1737?: Claus Paustian
- 1841–1871: Thies Lambertus Pohlmann (Doppel-Hufner)

### Ortsvorsteher
- 1871–1872: Thies Lambertus Pohlmann (Doppelhufner)
- 1872–1895: Marx Biel (Hufner)
- 1895–1909: Peter Petersen (Hufner)

### Gemeindevorsteher
- 1909–1915: Peter Petersen (Hufner)
- 1915–1922: Lambertus Steenbuck (Hufner)
- 1922–1924: Johannes Fehrs (Gärtnereibesitzer)
- 1924–1934: Johann Wulf (Gastwirt)

### Bürgermeister
- 1934–1943: Hermann Steenbuck
- 1943–1945: Johann Wulf
- 1945: Lehrer Vogel aus Hüttblek, von der Militärregierung eingesetzt
- 1945–1946: Gustav Ott, von der Militärregierung eingesetzt
- 1946–1948: Rudolf Henning
- 1948–1949: Hermann Langmaack
- 1949–1951: Rudolf Henning
- 1951–1986: Hans Carstens (parteilos, ab 1955 FDP, ab 1969 CDU)
- 1986–1994: Walter Buder (SPD)
- 1994–1998: Karl-Heinz Neumann (CDU)
- 1998–2008: Karl-Heinz Meetz (SPD)
- 2008–2023: Stefan Weber (SPD)
- seit 2023: Andreas Doose

### Gemeindevertretung
Bei der Kommunalwahl am 14. Mai 2023 wurden insgesamt elf Sitze vergeben. Von diesen erhielt die Wählergemeinschaft Sievershütten sechs Sitze und die CDU fünf Sitze.

### Wappen
Blasonierung: „In Grün unter einem silbernen Wellenband in der Form des stilisierten Buchstabens S ein gemauerter silberner Glasbrennofen mit rotem Feuerloch und roten Windlöchern.“

## Wirtschaft
Das Gemeindegebiet ist überwiegend landwirtschaftlich geprägt. Auf dem Gelände der ehemaligen Meierei hat sich ein kleiner Gewerbehof angesiedelt.

## Sehenswürdigkeiten

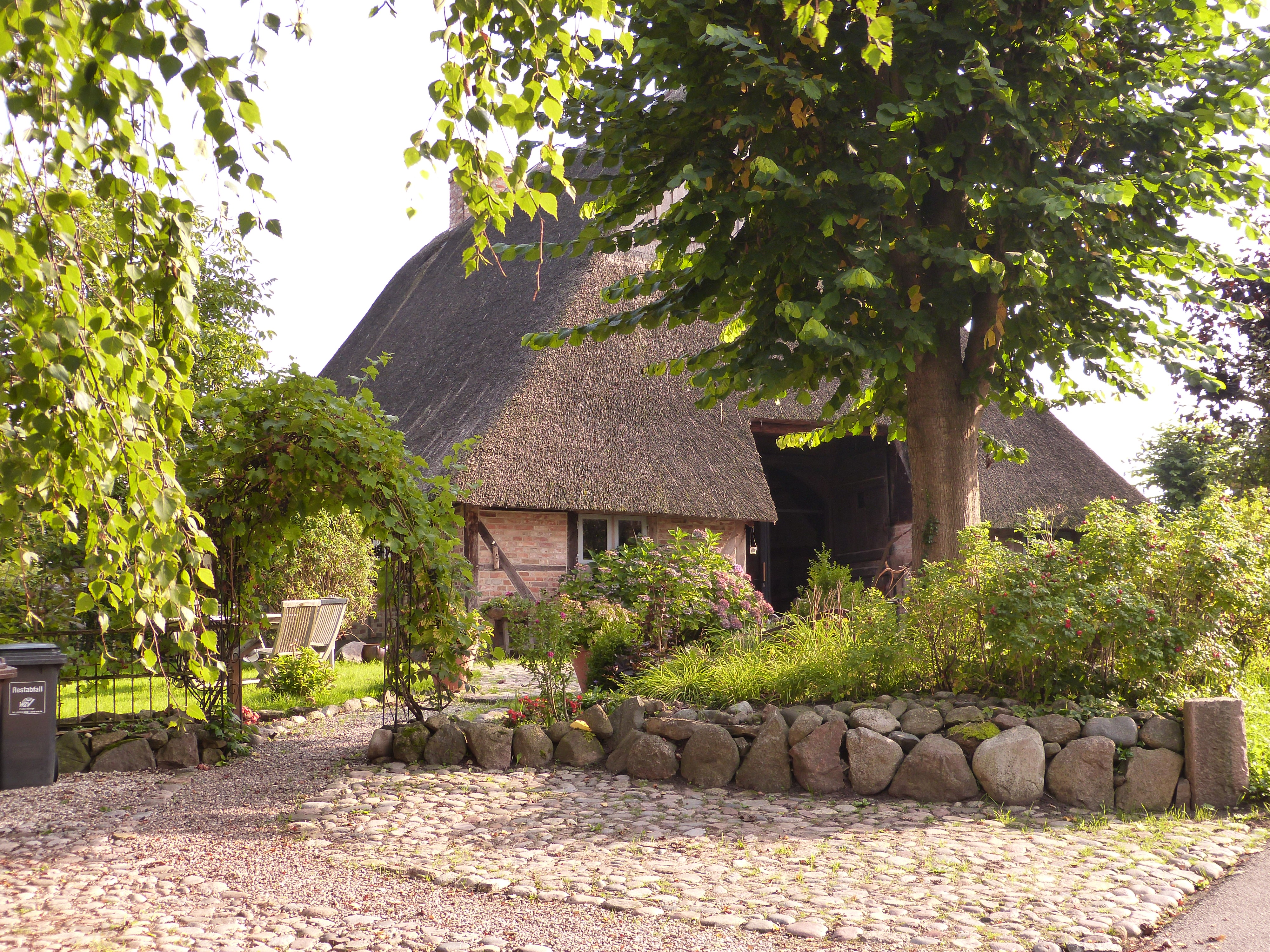
Fachhallenkate in Sievershütten

Im Verzeichnis der eingetragenen Kulturdenkmale des Landes Schleswig-Holstein ist die Fachhallenkate an der Kirchstraße 11 aufgenommen. Die 1763 erbaute ehemalige Räucherkate (Rookhus) hat ein reetgedecktes Walmdach und Wände aus Ziegelfachwerk. Es wurde 2001 restauriert und steht unter Denkmalschutz.

## Persönlichkeiten
- Heinrich Dannmeier (1852–1937), Biologe und Schulrektor